# D-Generation X
D-Generation X (gestileerd als Degeneration X, DX en D-X) is een worstelgroep (Engels: stable) en tag team dat werd opgericht in augustus 1997, actief was in de World Wrestling Federation/Entertainment (WWF/E) en oorspronkelijk bestond uit Shawn Michaels, Triple H, Chyna en "Ravishing" Rick Rude.
"D-Generation X" was een tomeloze, provocatieve groep rebellen die met hun acties voor controverse zorgden. Shawn Michaels was de eigenlijke oprichter, maar verdween in maart 1998 uit de groep toen hij tijdelijk stopte met worstelen door een zware rugblessure. "D-Generation X" is een van de succesvolste worstelgroepen in de geschiedenis en werd gecreëerd als toegevoegde waarde aan het immens populaire Attitude Era. Het samenstellen van de groep was geïnspireerd door de nWo, een groep die actief was in de World Championship Wrestling (WCW). Beide groepen bestonden uit de vijf leden van "The Kliq", een vriendengroep achter de schermen. Shawn Michaels, Triple H en "X-Pac" Sean Waltman waren – niet gelijktijdig – lid van "D-Generation X", terwijl Kevin Nash en Scott Hall actief waren bij "nWo".
Chyna verliet na twee jaar de groep, keerde een jaar later terug en overleed op 20 april 2016 wegens een overdosis en alcoholverslaving. Rick Rude overleed in april 1999 aan de gevolgen van een hartfalen, maar was twee jaar eerder al vertrokken. Ze werden vervangen door Billy Gunn en Road Dogg. Later werden X-Pac en Tori erbij gehaald, waarna de groep uit elkaar ging in 2000. "D-Generation X" – met name Triple H en Michaels – hervormde in juni 2006 als tag team, maar werd begin maart 2010 ten enenmale ontbonden omwille van het imminente pensioen van Michaels.
"D-Generation X" keerde op 2 november 2018 eenmalig terug voor een wedstrijd bij het evenement WWE Crown Jewel. "D-Generation X" werd in 2019 opgenomen in de WWE Hall of Fame.

## Geschiedenis

### Ontstaan (1997)
"D-Generation X" werd op 11 augustus 1997 gevormd tijdens een aflevering van RAW is WAR en domineerde gedurende het Attitude Era van de WWF. Shawn Michaels en Hunter Hearst Helmsley (Triple H), die privé alreeds beste vrienden waren en deel uitmaakten van de beruchte "Kliq", waren de oorspronkelijke leden. Ze werden bijgestaan door Helmsley's toenmalige levenspartner, Chyna en Michaels' (kayfabe) "verzekeringsagent" Rick Rude.
De groep refereerde voor het eerst officieel naar zichzelf als "D-Generation X" op 13 oktober 1997 en gebruikte de slogan "Suck it!". "D-Generation X" spreidden kinderachtige humor tentoon en rebelleerden tegen autoriteit. Hun "crotch chops", een beweging waarbij ze naar hun kruis wezen, groeide uit tot een populair gebaar. De WWF verkocht al snel veel merchandise van de groep. De naam "D-Generation X" was gebaseerd op een essay van Phil Mushnick, waarin die laatste het professioneel worstelen kleineerde en de sport Degeneration X noemde. Dit was bedoeld als woordspeling op Generatie X.
Op televisie werd de naam gestolen van Bret Hart, die sprak dat ze degenerates waren (vrij vertaald: marginalen). "D-Generation X" focuste als dusdanig op The Hart Foundation, maar deze verhaallijn eindigde abrupt in november 1997 bij het evenement Survivor Series omwille van de beruchte Montreal Screwjob, die ertoe leidde dat Hart net als twee andere leden van "The Hart Foundation" – Jim Neidhart en Davey Boy Smith – de federatie verliet.
Het enige lid dat in de WWF bleef, Owen Hart, zette hun oorspronkelijke ruzie verder met Triple H. Rick Rude verdween uit de groep omdat hij realiter misnoegd was over "Montreal Screwjob". Hij vertrok naar World Championship Wrestling (WCW) in 1998. Rond deze periode werd "D-Generation X" ook gekozen als titel voor een In Your House-pay-per-view.

### DX Army (1998-1999)
Bij WrestleMania XIV op 29 maart 1998 was Michaels de regerende WWF Champion, terwijl Helmsley het WWF European Championship in zijn bezit had. Het duo rekruteerde bokser Mike Tyson als hulp voor de wedstrijd van Michaels tegen "Stone Cold" Steve Austin. Tyson keerde zich echter tegen "D-Generation X" en kostte Michaels de titel. Het was tevens de laatste wedstrijd van Michaels tot augustus 2002. Hij zou herstellen van een rugblessure, die Michaels opliep bij het evenement Royal Rumble in januari 1998. Hij miste het verdere verloop van het Attitude Era. De volgende avond benoemde Triple H zich tot nieuwe leider van "D-Generation X".
"D-Generation X" stuurde een filmpje de wereld in, waarin ze de hoofdkwartieren van de concurrerende worstelpromotie World Championship Wrestling (WCW) in Atlanta onveilig maakten. In het voorjaar van 1998, toen nog mét Michaels, probeerden ze zelfs een live-uitzending van de show WCW Monday Nitro te verstoren met een tank en militaire kleding. "D-Generation X" parodieerde The Nation of Domination en The Corporation, kleedde zich als groepsleden en imiteerde hun karakteristieke eigenschappen.
Triple H rekruteerde later een wederoptredende X-Pac en The New Age Outlaws (Billy Gunn & Road Dogg). Helmsley's vriendin Chyna bleef wel gewoon aan boord en "D-Generation X" stond voortaan bekend als "DX Army". Het nieuwe "D-Generation X" werd extreem populair en kreeg de status van goedzakken. Ze raakten betrokken bij een reeks verhaallijnen en sketches, waaronder dus met de rivaliserende groepen "The Nation of Domination" en "The Corporation". Michaels was evenwel nog lid van de groep toen ze "The Nation of Domination" in het najaar van 1997 provoceerden met racistische taal.
Deze line-up van de groep, vanaf april 1998 zonder Michaels, bleef ongeveer een jaar intact. In 1999 liet Chyna de groep in de steek en sloot zich aan bij "The Corporation".

### Einde van "D-Generation X" (1999-2000)
Tussen 1999 en 2000 bleef "D-Generation X" een sterk verenigde en invloedrijke groep, maar toen werd Billy Gunn geveld door een blessure die hij opliep in een wedstrijd tegen The Dudley Boyz en was maanden buiten strijd. Volgens de verhaallijn werd Gunn uit de groep gegooid omdat hij niet meer 'cool' was. X-Pac verving hem als tag team met Road Dogg, maar het duo zou nooit dezelfde hoogtes bereiken van de originele New Age Outlaws. Rond deze periode werd Tori aan de groep toegevoegd als "nieuwe Chyna".
Bij WrestleMania 2000 keerde Vince McMahon zich tegen Dwayne "The Rock" Johnson en hielp Triple H het WWF Championship te behouden. Het was de start van wat veel fans "Corporate DX" noemen, afgeleid van Corporate Ministry een jaar eerder, hoewel de groep officieel de "McMahon-Helmsley Faction" heette. Triple H werd verslagen door The Rock bij het evenement Backlash nadat Stone Cold Steve Austin zich met de wedstrijd bemoeide. Hoewel Triple H de titel heroverde bij het evenement Judgment Day in een Iron Man match, ontstond alweer onrust in de groep. Eind 2000 was Helmsley uitgegroeid tot een headliner, maar de andere leden waren 'minder belangrijk' (jargon: midcard).
Tijdens een aflevering van RAW is WAR op 6 november 2000 kwam de groep weer even samen, maar zonder de geblesseerde X-Pac. Ze versloegen Chris Benoit, Eddie Guerrero, Dean Malenko en Perry Saturn, beter bekend als "The Radicalz", het symbolische einde van "D-Generation X". Triple H ging solo verder, terwijl de andere leden met K-Kwik (later R-Truth) streden tegen "The Radicalz". Het leidde tot een confrontatie bij het evenement Survivor Series. "D-Generation X" werd vertegenwoordigd door Billy Gunn, Road Dogg én Chyna, maar "The Radicalz" zegevierden.
In de zomer van 2002 keerde Shawn Michaels terug als professioneel worstelaar, waarna het leek alsof het zou komen tot een reünie van "D-Generation X". Helmsley veinsde echter een reünie als valstrik voor Michaels, wat leidde tot een straatgevecht (NB: wedstrijd zonder regels) bij het evenement SummerSlam in augustus 2002 en het startschot was van een lange verhaallijn tussen Triple H en Michaels.

### Tweede periode (2006-2010)

#### Conflict met familie McMahon (2006)
In 2006 vond een reeks gebeurtenissen plaats die een reünie tussen Shawn Michaels en Triple H als "D-Generation X" suggereerden. Dit begon bij WrestleMania 22, waar zowel Michaels als Triple H "crotch chops" uitvoerden tijdens hun wedstrijden tegen Vince McMahon en John Cena respectievelijk. Beiden leefden (fictief) in conflict met McMahon, waarvan Triple H omtrent het WWE Championship. De geruchten werden versterkt door een plotse stockverkoop van merchandise van "D-Generation X" eind mei en daarna een veiling begin juni, waar onder andere een gesigneerd T-shirt door Michaels en Triple H onder de hamer ging.
Tijdens de aflevering van Monday Night Raw op 13 juni 2006 was de reünie een feit. Triple H worstelde tegen Spirit Squad maar kreeg het moeilijk, waarna Shawn Michaels hem ter hulp kwam. "D-Generation X" versloeg "Spirit Squad" bij het evenement Vengeance op 25 juni 2006. Na deze overwinning ging de groep door met hun kinderachtige praktijken tegenover het "Spirit Squad", Vince McMahon, Shane McMahon en Jonathan Coachman. Ze versloegen "Spirit Squad" nogmaals tijdens de show Saturday Night's Main Event. Ondertussen was Hornswoggle, een dwergworstelaar, de mascotte van "D-Generation X".
Michaels en Triple H persifleerden de McMahons tijdens een aflevering van Monday Night Raw, wat resulteerde in een wedstrijd bij het evenement SummerSlam. Verschillende worstelaars kwamen de McMahons helpen, waaronder "Spirit Squad", Mr. Kennedy, Finlay en William Regal, evenals toenmalig ECW World Champion Big Show. Toch wist "D-Generation X" bij het evenement SummerSlam te winnen, ondanks inmenging van Umaga. Op 8 september 2006 gaf "X-Pac" Sean Waltman een gastoptreden tijdens een live-evenement in Tampa, Florida. Bij het evenement Unforgiven won "D-Generation X" een Hell in a Cell match van de McMahons en Big Show, waarmee de verhaallijn ten einde was. "D-Generation X", The Hardy Boyz (Jeff & Matt Hardy) en CM Punk versloegen Rated-RKO (Edge & Randy Orton), John Morrison, Mike Knox en Gregory Helms in een traditionele eliminatiewedstrijd bij het evenement Survivor Series in november 2006. Geen enkele worstelaar van hun team werd geëlimineerd.

#### Blessure van Triple H (2007)
Vervolgens trad het tag team Rated-RKO (Edge & Randy Orton) naar voren als nieuwe tegenstanders. Wat bedoeld was als grap bij het evenement Survivor Series begon steeds serieuzere proporties aan te nemen. Edge en Orton vielen enkele vrienden van Triple H en Michaels aan, onder wie Ric Flair, Eugene en Roddy Piper. "D-Generation X" was het zat en daagde Edge en Orton uit tot een wedstrijd bij het evenement New Year's Revolution op 7 januari 2007.
De vertolker van "Triple H", Paul Levesque, raakte tijdens die wedstrijd zwaar geblesseerd, in de mate dat hij per direct naar het ziekenhuis moest voor een scan. Tijdens het uitvoeren van een Facebreaker Knee Smash en later een Spinebuster op Orton, overbelastte Levesque zijn rechterdij en kwam slecht neer. De wedstrijd werd gestaakt en uit onderzoek kwam vast te staan dat Levesque er een gescheurde quadriceps en een kruisbandletsel aan had overgehouden.
Levesque miste het complete voorjaar, inclusief WrestleMania 23. Michaels moest op eigen houtje verder tegen "Rated-RKO", maar kreeg snel in de gaten dat hij een ongelijke strijd voerde. "D-Generation X" viel door de blessure van Levesque opnieuw uit elkaar.

#### WWE World Tag Team Championship (2009-2010)
Een jaar later worstelde Shawn Michaels tegen Lance Cade en Chris Jericho met een "mystery" partner. Zes dagen later daagde hij Jericho uit voor diens World Heavyweight Championship in een epische ladder match bij het evenement No Mercy, maar verloor. Uiteindelijk bleek dat Triple H zijn "mystery" partner was en dat "D-Generation X" wederom terugkeerde. In het voorjaar van 2009 was Triple H voorzien in een wedstrijd tegen Randy Orton bij WrestleMania XXV met als inzet het WWE Championship, waar hij op dat moment houder van was. Tezelfdertijd wilde Michaels de legendarische WrestleMania-winstreeks van The Undertaker verbreken.
Jerry Lawler, co-commentator bij Monday Night Raw, stelde dat – indien Triple H zijn titel met succes verdedigde en Shawn Michaels zijn wedstrijd won – "D-Generation X" zou gaan domineren, wat slechts ten dele gebeurde. Michaels werd namelijk verslagen door The Undertaker. Sinds 17 augustus 2009 was "D-Generation X" terug samen en worstelde tegen The Legacy (Cody Rhodes & Ted DiBiase Jr.). "D-Generation X" won van "The Legacy" bij de evenementen SummerSlam en Hell in a Cell, waarvan het laatste in een gelijknamige wedstrijd.
Triple H en Michaels namen het als "D-Generation X" tégen elkaar op bij het evenement Survivor Series. John Cena verdedigde toen echter met succes zijn WWE Championship. Ze wonnen samen 1 keer het WWE World Tag Team Championship, mits een zege tegen Jeri-Show (Chris Jericho & Big Show) bij het evenement Tables, Ladders & Chairs in december 2009. "D-Generation X" stopte definitief in maart 2010, waarna Shawn Michaels afzwaaide als professioneel worstelaar bij WrestleMania XXVI tegen The Undertaker.

### Latere reünies
De voormalige "D-Generation X"-leden Billy Gunn, Road Dogg en "X-Pac" Sean Waltman maakten hun opwachting bij WrestleMania 31, toen ze Triple H ter hulp kwamen tijdens zijn wedstrijd met Sting. Uiteindelijk won Helmsley de wedstrijd. Op 22 januari 2018 vond een onofficiële reünie van "D-Generation X" plaats bij de 25ste verjaardag van Monday Night Raw, mét Billy Gunn, Road Dogg en X-Pac. Ze waren te zien in één scène, toen ze backstage een spel poker speelden met onder andere Acolytes Protection Agency (Faarooq Asaad & John "Bradshaw" Layfield).
"D-Generation X" keerde op 2 november 2018 terug naar de ring als tag team, met name bij het evenement WWE Crown Jewel, waar ze Brothers of Destruction (The Undertaker & Kane) versloegen. Dit was ook een eenmalige terugkeer van Shawn Michaels als professioneel worstelaar.

## Leden
| Type                                 | Leden                                            | Tijdelijke leden                 |
| ------------------------------------ | ------------------------------------------------ | -------------------------------- |
| 20 september 1997 tot 29 maart 1998  |                                                  |                                  |
| Worstelgroep (Engels jargon: stable) | Shawn Michaels (leider) Rick Rude Triple H Chyna | New Age Outlaws Mike Tyson       |
| 30 maart 1998 tot 25 juli 1999       |                                                  |                                  |
| Worstelgroep                         | Triple H (leider) Chyna X-Pac New Age Outlaws    | Jason Sensation Kane             |
| 25 oktober 1999 tot 12 december 2000 |                                                  |                                  |
| Worstelgroep                         | Triple H (leider) X-Pac New Age Outlaws Tori     | Stephanie McMahon-Helmsley Chyna |
| 12 juni 2006 tot 1 maart 2010        |                                                  |                                  |
| Tag team                             | Triple H Shawn Michaels                          | Ric Flair Hornswoggle (mascotte) |

### Overige leden
- Jim Neidhart (24 november 1997) - Nadat The Hart Foundation werd opgeheven in 1997 leek Neidhart tot het nieuwste lid van DX benoemd te zijn, maar ze vernederden Neidhart. Chyna sloeg hem kort na zijn inductie in zijn kruis en spoten ze World Championship Wrestling (WCW) op zijn rug. Kort daarna vertrok Neidhart naar WCW.
- Harvey Wippleman (1 december 1997) - Nadat Rick Rude naar WCW transfereerde, viel Wippleman voor hem in. Shawn Michaels en Triple H gooiden hem kort daarna uit de ring.
- "Iron" Mike Tyson (2 maart 1998 - 29 maart 1998) - "DX" rekruteerde de bokser als een toevoeging voor Michaels' wedstrijd tegen Stone Cold Steve Austin bij WrestleMania XIV. Hij keerde zich echter tegen "DX" en liet Steve Austin winnen.
- Jason Sensation (6 juli 1998; 14 december 1998) - Sensation werkte mee aan enkele parodieën in 1998 en speelde respectievelijk Owen Hart en Shawn Michaels.
- Howard Finkel (30 augustus 1998) - Nadat zijn hoofd was kaal geschoren door Jeff Jarrett tijdens een aflevering van Heat, vergezelde hij X-Pac naar de ring voor zijn kamp tegen Jarrett, een "Hair versus Hair"-uitdaging (jargon: lucha de apuestas of weddenschap, naar het Mexicaanse lucha libre) bij het evenement SummerSlam in  augustus 1998. Finkel hielp X-Pac te winnen en wraak te nemen op Jarrett.
- "Mankind" Mick Foley (28 december 1998 - 11 januari 1999) - Mankind werd ingehuurd door "DX" ten tijde van zijn queeste naar het WWF Championship.
- Kane (29 maart 1999 - 28 oktober 1999; 20 augustus 2006) - Kane vormde een tag team met X-Pac en won het World Tag Team Championship tweemaal in 1999, toen X-Pac lid was van "DX". X-Pac keerde zich tegen Kane op de avond van de "DX"-reünie op 6 november 2000. Bij het evenement SummerSlam, in augustus 2006, hielp Kane de groep opnieuw door Umaga te stoppen tijdens hun wedstrijd tegen de McMahons.
- Stephanie McMahon-Helmsley - Fictieve (en uiteindelijk ook ware) echtgenote van Triple H in het tijdperk van de "McMahon-Helmsley Faction" tussen 1999 en 2000.
- Vince McMahon, Shane McMahon, Pat Patterson en Gerald Brisco waren lid van de "McMahon-Helmsley Faction", maar waren formeel geen "DX"-leden hoewel ze "DX" assisteerden waar mogelijk.
- K-Kwik (19 november 2000) - vormde een tag team met de New Age Outlaws en Chyna bij het evenement Survivor Series in november 2000, tijdens de korte reünie van "DX".
- John Cena (29 januari 2007) - won met Michaels het WWE World Tag Team Championship tijdens een aflevering van Monday Night Raw, maar niet als "DX". Vier maanden later worstelden ze tegen elkaar bij WrestleMania 23, waar Michaels verloor in een wedstrijd om het WWE Championship.

## Prestaties
- World Wrestling Federation / World Wrestling Entertainment
  - WWF Championship (3 keer) - Shawn Michaels (1x) en Triple H (2x)
  - WWF European Championship (5 keer) - Shawn Michaels (1x), Triple H (2x) en X-Pac (2x)
  - WWF Hardcore Championship (2 keer) - Road Dogg (1x) en Billy Gunn (1x)
  - WWF Intercontinental Championship (3 keer) - Triple H (2x) en Road Dogg (1x)
  - WWE World Tag Team Championship (7 keer) - New Age Outlaws (4x), X-Pac & Kane (2x) en Triple H & Shawn Michaels (1x)
  - WWF Women's Championship (1 keer) - Stephanie McMahon-Helmsley
  - WWE Tag Team Championship (1 keer) - Triple H & Shawn Michaels
- Wrestling Observer Newsletter
  - Worst Feud of the Year (2006) vs. Vince en Shane McMahon.

## Video's en dvd's
- WWF - D-Generation X (1998, VHS)
- WWE - D-Generation X (June 2, 2006, dvd)